# Falcidius
Falcidius là một chi bọ cánh cứng thuộc họ Scarabaeidae.